# James Gillett

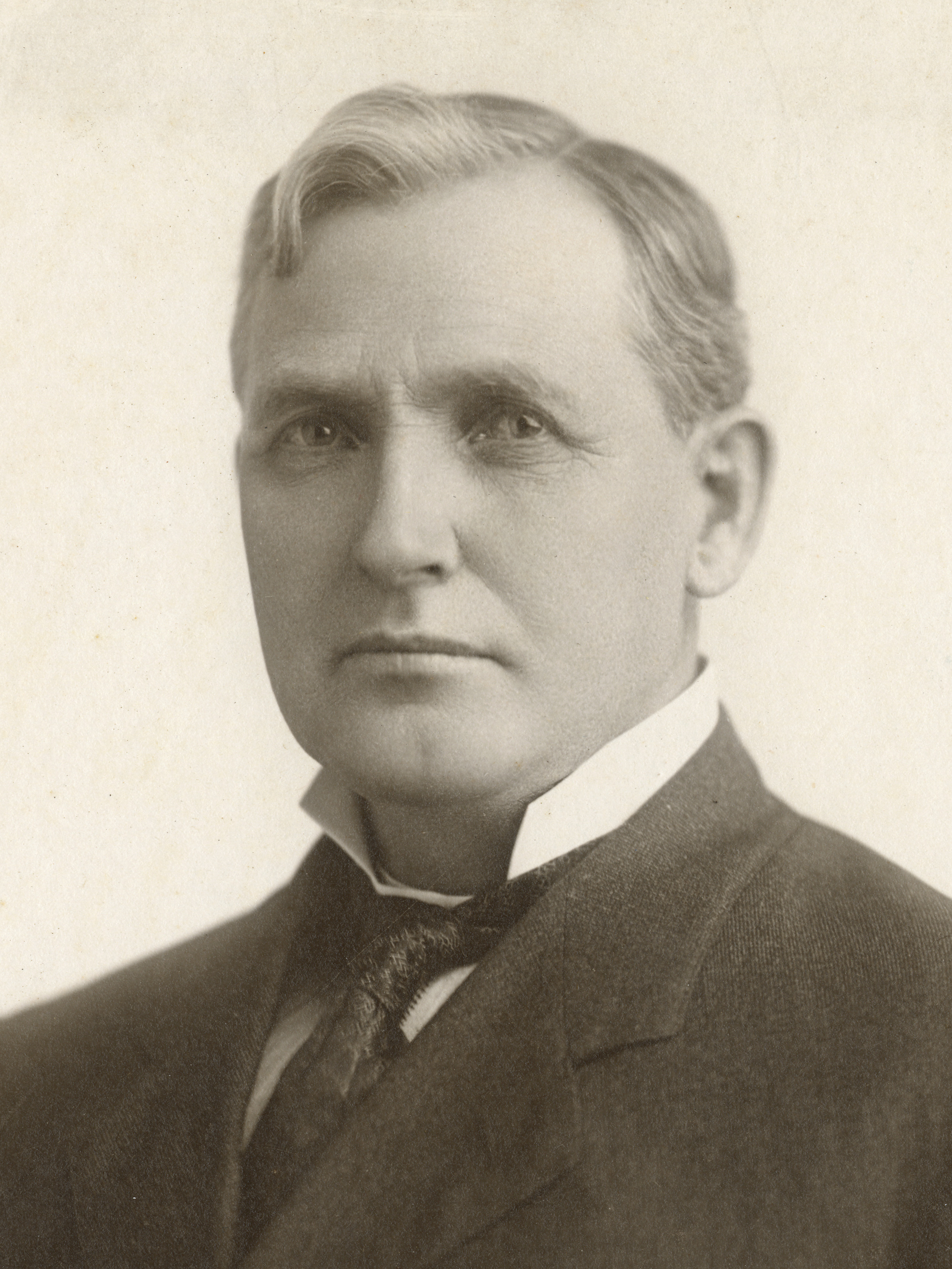
James Gillett (1910)

James Norris Gillett (* 20. September 1860 in Viroqua, Vernon County, Wisconsin; † 20. April 1937 in Berkeley, Kalifornien) war der 22. Gouverneur von Kalifornien sowie Abgeordneter im Repräsentantenhaus der Vereinigten Staaten.

## Frühe Jahre
Im Alter von fünf Jahren zog der junge James mit seinen Eltern nach Sparta in Wisconsin. Dort verblieb er während der folgenden 15 Jahre und besuchte die örtlichen Schulen. Ein Jura-Studium schloss sich an und schließlich wurde er 1881 als Anwalt zugelassen. Über Montana und das Washington-Territorium gelangte er 1884 nach Eureka in Kalifornien. Dort trat er zunächst als Freiwilliger in die Nationalgarde ein und praktizierte anschließend als Anwalt. 1890 bis 1895 war er als Staatsanwalt für die Stadt Eureka tätig.

## Politischer Aufstieg
Mitte der 1890er Jahre entdeckte Gillett sein Interesse an der Politik. Er schloss sich der Republikanischen Partei an und wurde 1896 in den Senat von Kalifornien gewählt. Dort absolvierte er eine Amtszeit. Danach kandidierte er erfolgreich für das US-Repräsentantenhaus. In den Wahlen des Jahres 1904 wurde er in diesem Mandat bestätigt. Sein politischer Erfolg in Washington blieb auch in Kalifornien nicht unbemerkt. Er wurde einer der Delegierten auf dem Wahlparteitag der Republikaner in Santa Cruz für die Gouverneurswahlen 1906. Zu diesem Zeitpunkt hatte der konservative Flügel der Partei, der der Wirtschaft nahestand, die Mehrheit. Diese Gruppe war, auch unter dem Einfluss der mächtigen Southern Pacific Railroad, nicht länger bereit, den amtierenden Gouverneur George Pardee zu unterstützen, der sich unter anderem auch mit dieser Eisenbahngesellschaft angelegt hatte. Auf der Suche nach einem loyalen, industriefreundlichen Kandidaten kam man auf James Gillett, der dann schließlich nominiert wurde. Dieser Vorgang stieß in der Öffentlichkeit auf Kritik, da der bisherige Gouverneur in der Öffentlichkeit sehr populär gewesen war. Trotzdem setzte sich Gillett bei den Wahlen durch und wurde am 9. Januar 1907 in sein neues Amt eingeführt.

## Gouverneur von Kalifornien
Als Gouverneur erfüllte er zunächst einmal die Wünsche seiner politischen Freunde und setzte sich für einen Ausbau der Eisenbahnverbindungen nach Osten ein. Außerdem förderte er den Ausbau der Häfen des Landes, insbesondere des Hafens in San Francisco, der unter der Katastrophe des Erdbebens von 1906 besonders gelitten hatte. Auch die aufkommende Obst- und Weinvermarktung in Kalifornien wurde von ihm gefördert. Durch das zunehmende Aufkommen von Automobilen im Land wurde es unumgänglich, ein entsprechendes Straßennetz aufzubauen. Daher wurde im Jahr 1909 der Grundstein für das kalifornische Straßenverkehrsnetz gelegt, das bereits Straßennummerierungen vorsah. Gillett setzte sich auch für die Wiedereingliederung von entlassenen Sträflingen ein. Ebenfalls 1909 wurde ein Gesetz zur Zwangssterilisation von geistig Behinderten, Kriminellen und Triebtätern verabschiedet. Dieses Gesetz blieb bis 1950 in Kraft. In dieser Zeit wurden etwa 19.000 Menschen zwangssterilisiert.
Trotz einiger positiver Ansätze blieb Gouverneur Gillett umstritten. Seine Gegner sahen in ihm nur eine Marionette in der Hand der Reichen und Mächtigen. Selbst in seiner eigenen Partei war er diesbezüglich nicht unumstritten. 1910 geriet er in finanzielle Schwierigkeiten und verzichtete auf eine erneute Kandidatur. Man vermutete, dass seine Frau ihn zu diesem Verzicht bewogen hatte. Im Januar 1911 übernahm Hiram Johnson die Amtsgeschäfte an der Spitze Kaliforniens.

## Lebensabend und Tod
Nach seinem Ausscheiden aus dem Amt des Gouverneurs betrieb er in San Francisco eine Anwaltskanzlei. Zwischen 1916 und 1920 vertrat er ein in Kalifornien ansässiges Ölunternehmen juristisch in Washington. Nachdem er sich 1929 aus dem Anwaltsgeschäft zurückgezogen hatte, kehrte er nochmals 1934 an der Seite seines Sohnes James Gillett junior als Seniorpartner einer Kanzlei in Oakland zurück. Er starb am 20. April 1937 im Alter von 76 Jahren in Berkeley.